# Allogona ptychophora
Allogona ptychophora är en snäckart som först beskrevs av A. D. Brown 1870.  Allogona ptychophora ingår i släktet Allogona och familjen Polygyridae. Inga underarter finns listade i Catalogue of Life.